# 국도 제98호선 (이란)
국도 제98호선(페르시아어: جاده 98, Road 98)은 호르모즈간주 자스크에서 시스탄오발루체스탄주 구아트르까지 이어주는 이란의 일반 국도이다. 그러나 이 국도 노선은 이란의 최남단을 동서로 이어주기도 하며, 인도양과도 이어주고 있는 일반 국도 노선이다. 주요 경유지 중 중간 경유지로는 차바하르, 자스크, 반다르아바스 등이 있다.